# Dysosma aurantiocaulis
Dysosma aurantiocaulis là một loài thực vật có hoa trong họ Hoàng mộc. Loài này được (Hand.-Mazz.) Hu mô tả khoa học đầu tiên năm 1937.